# Pepperoni
Pepperoni este un tip de salam american făcut dintr-un amestec de carne de porc și vită, condimentat cu boia sau alt ardei iute.
Acesta se caracterizează prin textura relativ moale și culoarea roșu aprins. Pepperoni este, de asemenea, un ingredient popular pentru pizza.

## Etimologie

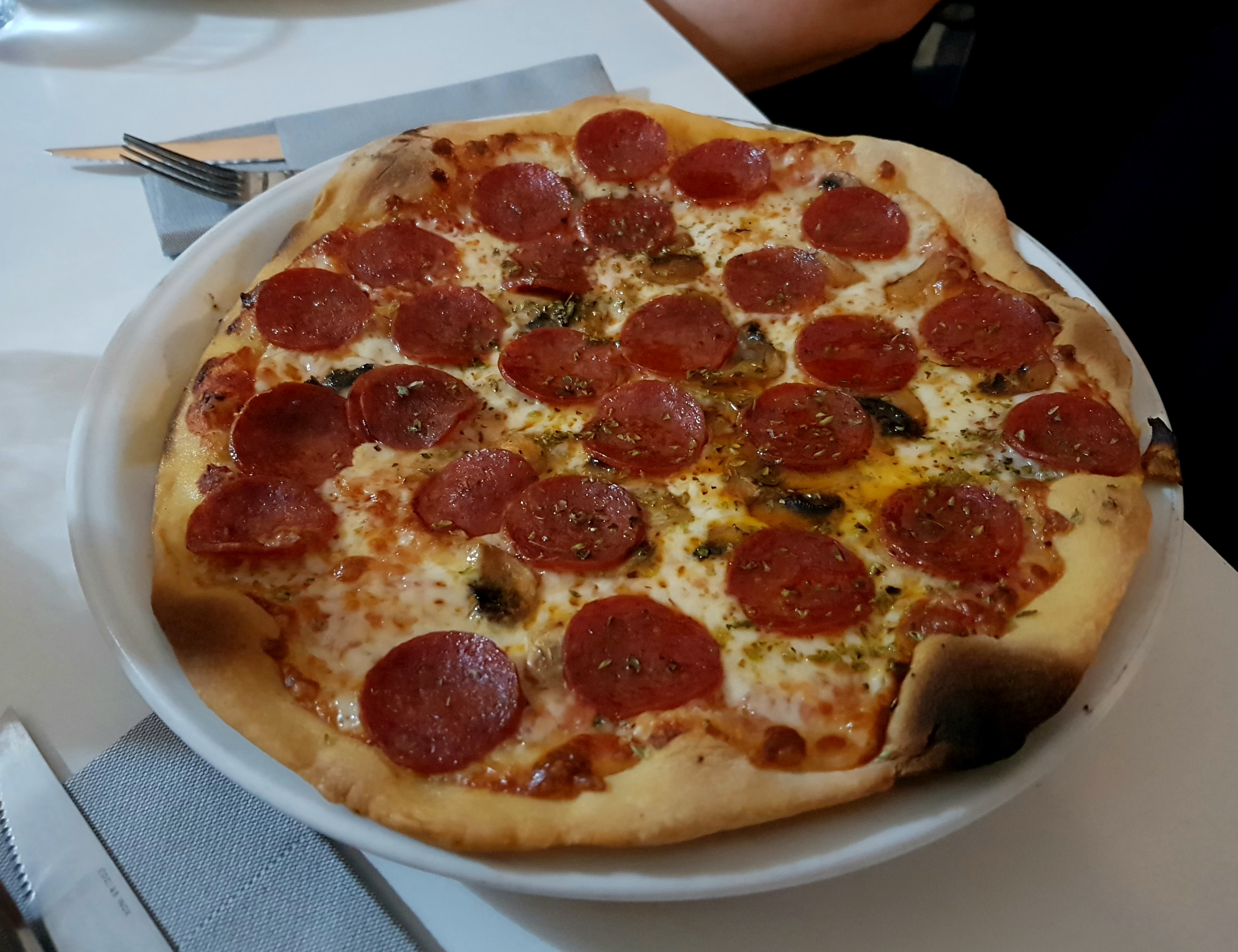
Pizza pepperoni

Termenul „pepperoni” este un americanism. Denumirea de „pepperoni” provine din limba italiană, de la substantivul peperoni, forma de singular a cuvântului peperonă, care înseamnă ardei gras.

## Vezi si
- Salam (aliment)